# Mujeres apasionadas
Mujeres apasionadas (en portugués: Mulheres apaixonadas) es una telenovela brasileña originalmente emitida por TV Globo desde el 17 de febrero de 2003 hasta 11 de octubre de 2003.
La telenovela fue escrita por Manoel Carlos, con la colaboración de Maria Carolina, Fausto Galvão y Vinícius Vianna, dirigida por Ary Coslov y Marcelo Travesso, con la dirección general de Ricardo Waddington, Rogério Gomes y José Luiz Villamarim sobre núcleo de Ricardo Waddington. 
Protagonizada por Christiane Torloni, Tony Ramos y José Mayer, coprotagonizada por Susana Vieira, Giulia Gam y Helena Ranaldi, con las participaciones antagónicas de Regiane Alves, Carol Castro, Júlia Almeida, Dan Stulbach, Carolina Kasting y Ana Roberta Gualdo. Cuenta con las actuaciones estelares de Carolina Dieckmann, Rodrigo Santoro, Lavínia Vlasak, Marcos Caruso y Camila Pitanga, junto a un gran elenco.

## Trama
Todo se inicia con la tumultuosa fiesta de casamiento de Diogo (Rodrigo Santoro) y Marina (Paloma Duarte). Mientras se prepara para la ceremonia, Marina encuentra a su novio besando a la propia prima, Luciana (Camila Pitanga). La novia se desmaya y la madre agrede al joven con el ramo que la joven usaría en la ceremonia. Diogo convence a Marina que todo no pasó de un malentendido y los dos suben al altar. Después de la ceremonia, sin embargo, la novia va detrás de Luciana y las dos se golpean.
Quien también sufre por amor es Helena (Christiane Torloni). A los 40 años, ella comienza a cuestionarse sobre los rumbos de su casamiento con el saxofonista Téo (Tony Ramos). A pesar de su hijo Lucas (Víctor Hugo) y de la estabilidad al lado del marido, ella no se siente completamente feliz. Al mismo tiempo, Helena recibe la noticia de que un ex enamorado, el neurocirujano César (José Mayer), volvió a vivir en Brasil después de una larga temporada en el exterior. Recientemente viudo, él provoca escalofríos en Helena y hace con que ella reflexiones sobre la posibilidad de una reaproximación después de años de alejamiento entre ellos.

## Elenco

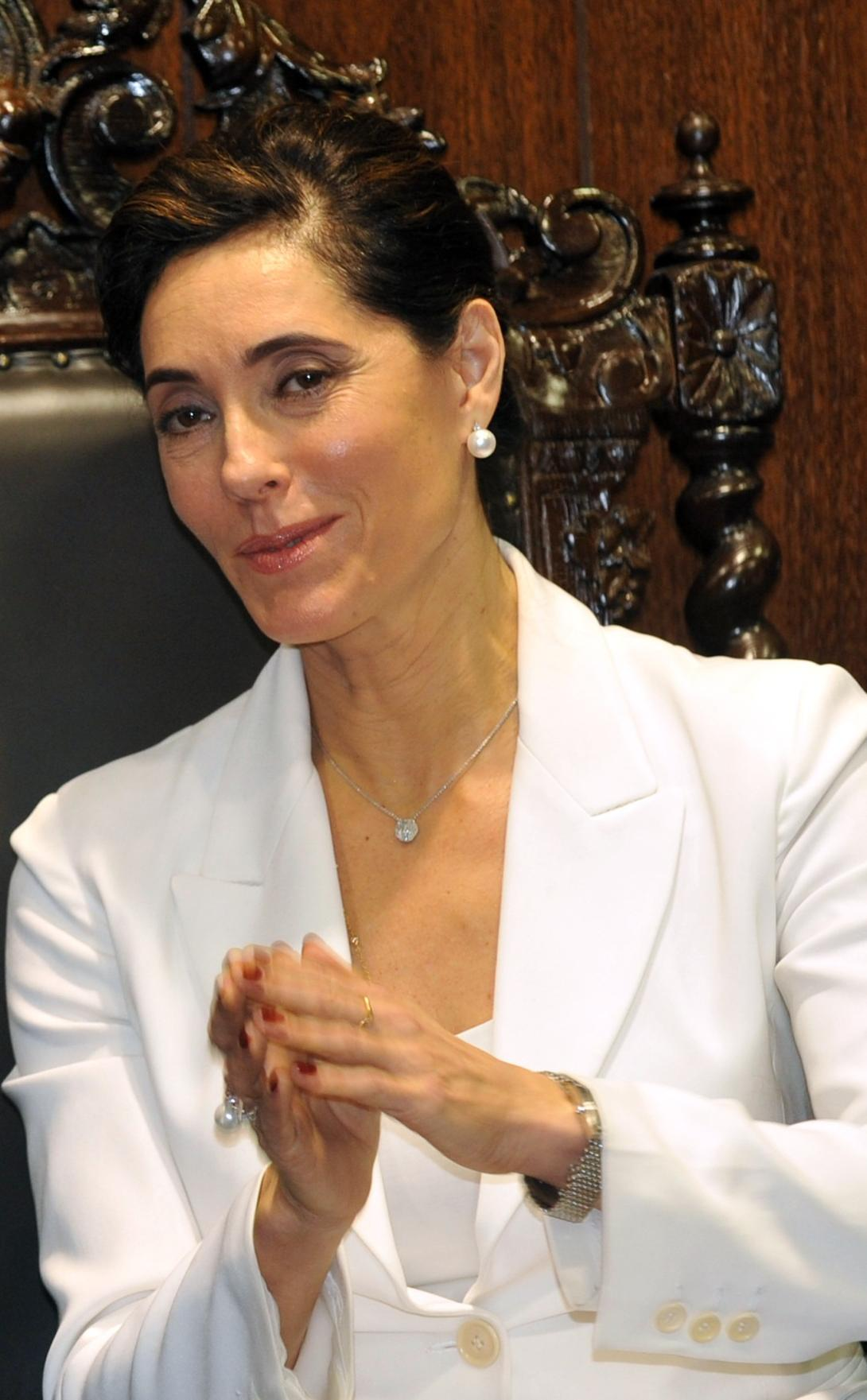
Christiane Torloni interpretó la protagonista Helena.

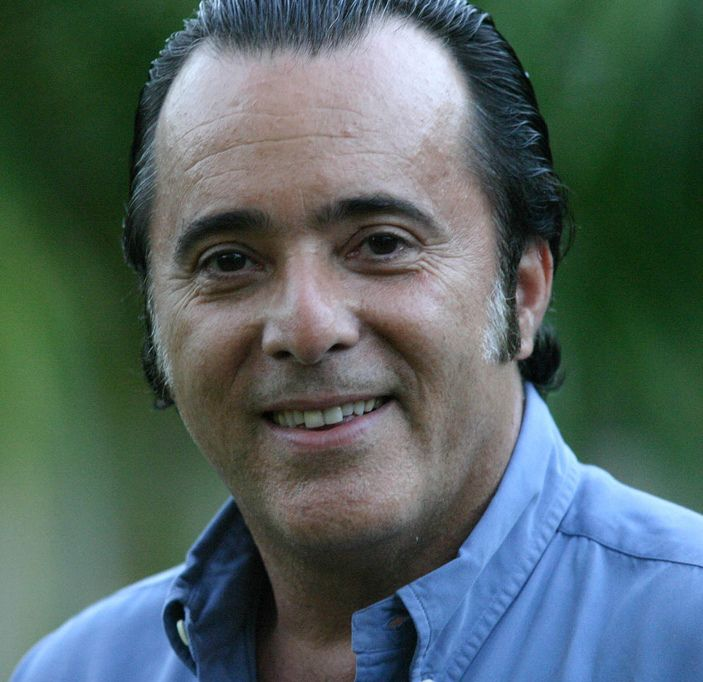
Tony Ramos interpretó el coprotagonista Téo.

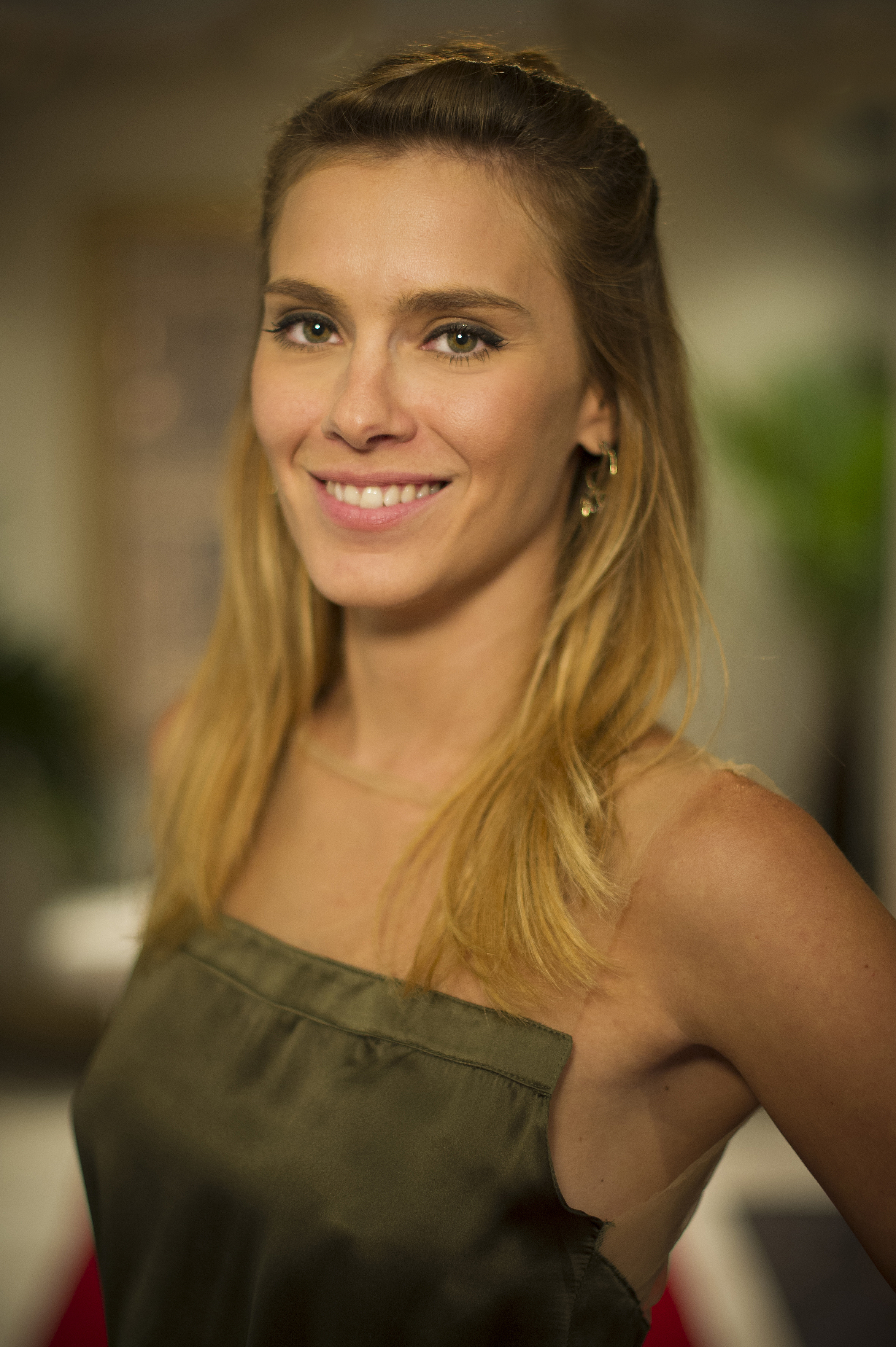
Carolina Dieckmann interpretó la dulce "Edwiges".

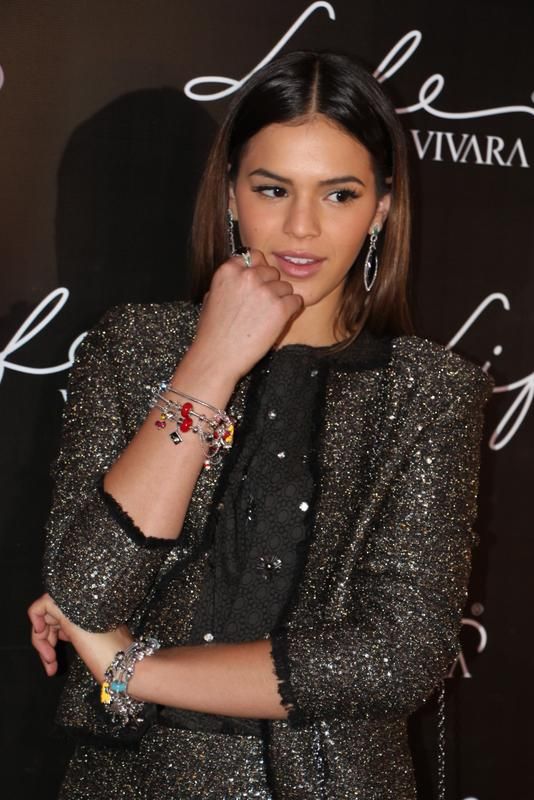
Bruna Marquezine interpretó a Salete.

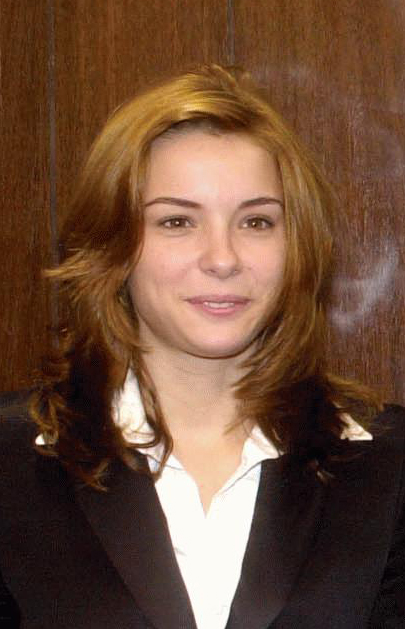
Regiane Alves interpretó la villana Dóris.

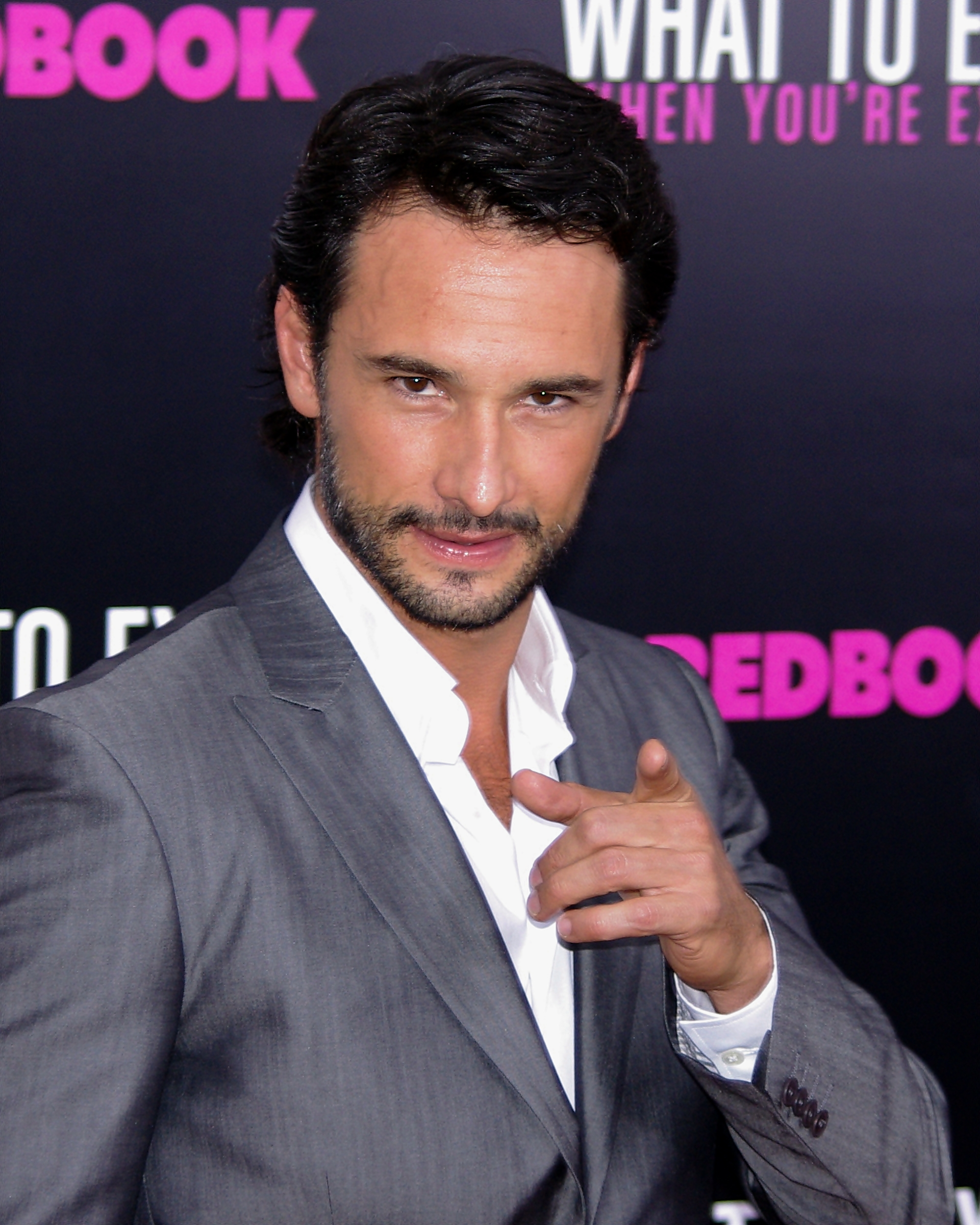
Rodrigo Santoro interpretó el seductor Diogo.

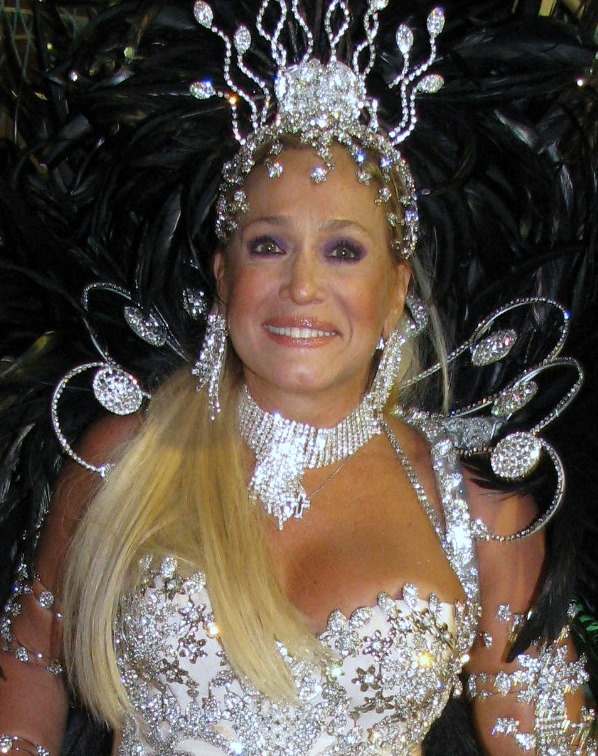
Susana Vieira interpretó la experimentada Lorena.

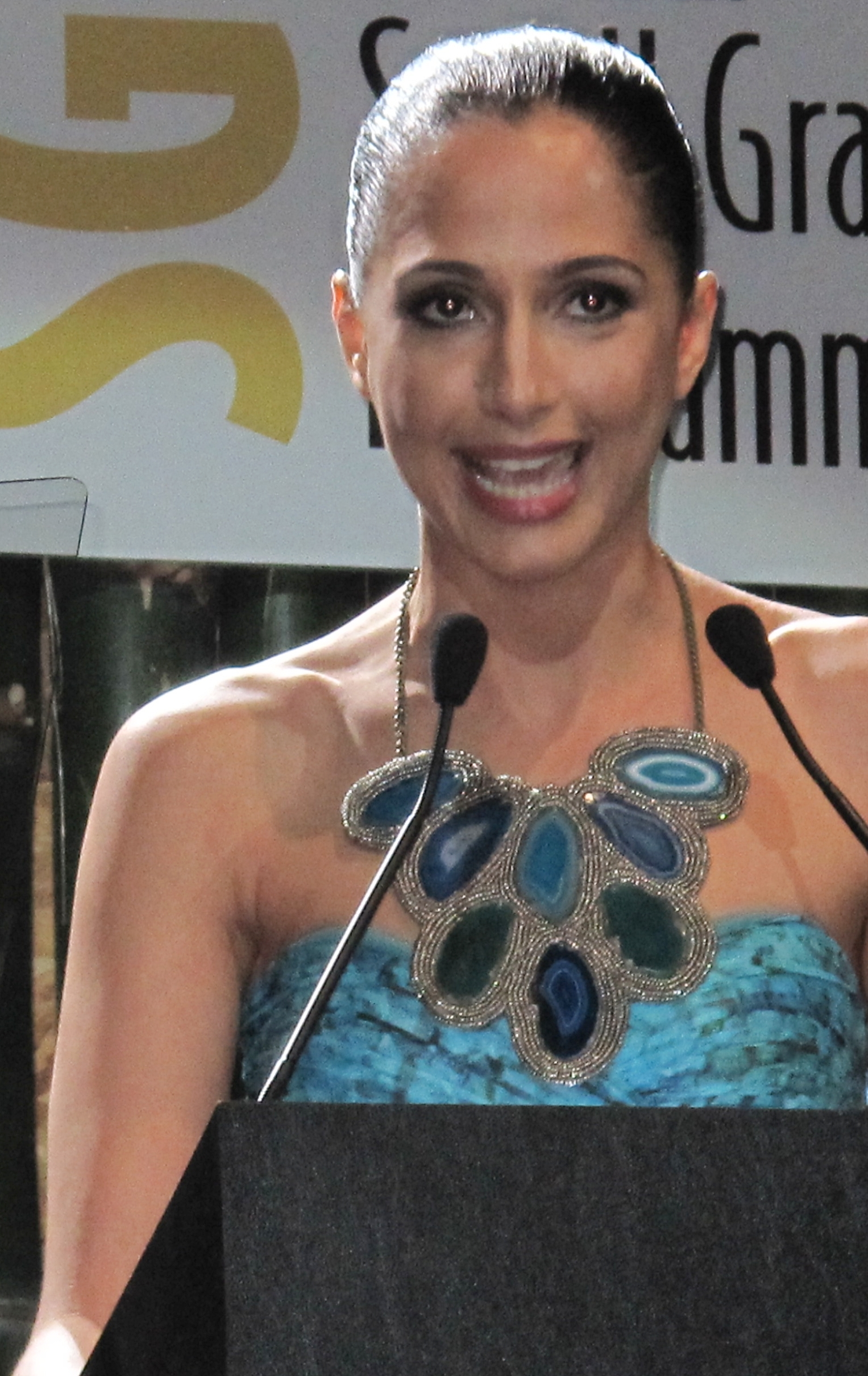
Camila Pitanga interpretó la joven Luciana.

| Actor              | Personaje                              |
| ------------------ | -------------------------------------- |
| Christiane Torloni | Helena Moraes Ribeiro Alves            |
| Tony Ramos         | Téo (Teodoro Ribeiro Alves)            |
| Helena Ranaldi     | Raquel de Almeida Martins              |
| Carolina Dieckmann | Edwiges Batista                        |
| Giulia Gam         | Heloísa Moraes Vasconcelos             |
| Regiane Alves      | Dóris de Souza Duarte                  |
| Dan Stulbach       | Marcos Soares Mendonça                 |
| José Mayer         | César Andrade de Melo                  |
| Susana Vieira      | Lorena Ribeiro Alves                   |
| Lavínia Vlasak     | Estela de Azevedo Franco               |
| Maria Padilha      | Hilda Moraes Sampaio Vianna            |
| Rodrigo Santoro    | Diogo Ribeiro Alves Nogueira           |
| Camila Pitanga     | Luciana Ribeiro Alves                  |
| Paloma Duarte      | Marina Ferreira Lobo                   |
| Natália do Vale    | Silvia Ferreira Lobo                   |
| Marcos Caruso      | Carlão (Carlos de Souza Duarte)        |
| Marcello Antony    | Sérgio Vasconcelos                     |
| Vera Holtz         | Santana Gurgel                         |
| Erik Marmo         | Cláudio Moretti                        |
| Carol Castro       | Gracinha                               |
| Carolina Kasting   | Laura Medeiros                         |
| Vanessa Gerbelli   | Fernanda Machado                       |
| Bruna Marquezine   | Salete Machado                         |
| Nicola Siri        | Padre Pedro                            |
| Alinne Moraes      | Clara                                  |
| Paula Picarelli    | Rafaela                                |
| Júlia Almeida      | Vidinha (Vida Ribeiro Alves Nogueira)  |
| Leonardo Miggiorin | Rodrigo Andrade de Melo                |
| Cláudio Marzo      | Rafael Nogueira                        |
| Carmem Silva       | Flora de Souza Duarte                  |
| Oswaldo Louzada    | Leopoldo Duarte                        |
| Martha Mellinger   | Irene Duarte                           |
| Rafael Calomeni    | Expedito Batista                       |
| Ana Roberta Gualda | Paulinha (Paula Arruda)                |
| Pedro Furtado      | Fred (Frederico)                       |
| Pitty Webbo        | Marcinha (Márcia Andrade de Melo)      |
| Elisa Lucinda      | Pérola (Rita de Cássia Rodrigues)      |
| Eduardo Lago       | Leandro Sampaio Vianna                 |
| Giselle Policarpo  | Elisa Sampaio Vianna                   |
| Regina Braga       | Ana Batista                            |
| Umberto Magnani    | Argemiro Batista                       |
| Marly Bueno        | Marta Moretti                          |
| Serafim Gonzalez   | Onofre Moretti                         |
| Paulo Figueiredo   | Afrânio Ferreira Lobo                  |
| Walderez de Barros | Alzira                                 |
| Xuxa Lopes         | Leila                                  |
| Víctor Cugula      | Lucas Ribeiro Alves                    |
| Priscila Días      | Sônia                                  |
| Manoelita Lustosa  | Inês                                   |
| Guilhermina Guinle | Rosinha                                |
| Zé Carlos Machado  | Marcelo                                |
| Roberta Rodrigues  | Zilda                                  |
| Sônia Guedes       | Matilde                                |
| Daniel Zettel      | Carlinhos (Carlos de Souza Duarte Jr.) |
| Cris Bonna         | Isabel Andrade de Melo                 |
| Wilson Cardozo     | Jeremías                               |
| Renata Pitanga     | Shirley                                |
| Tião D'Ávila       | Oswaldo Arruda                         |
| Joana Medeiros     | Eleonora                               |
| Paulo Coronato     | Caetano                                |
| Arlete Heringer    | Yvone Barros                           |
| Giovanna de Toni   | Telma                                  |
| Tila Teixeira      | Tereza                                 |
| Hylka Maria        | Cleide                                 |
| Edson Silva        | Kleber                                 |
| Laércio de Freitas | Ataulfo                                |
| Cristina Fagundes  | Wilma                                  |
| Laura Lustosa      | Margareth                              |
| Lica Oliveira      | Adelaide                               |
| Bruno Padilha      | Miguel                                 |
| Roberto Frota      | Lobato                                 |
| André Bicudo       | Lacerda                                |
| Waldir Gozzi       | Luigi                                  |
| Sylvio Meanda      | Eugênio                                |
| Luciele di Camargo | Dirce                                  |

## Banda sonora

### Nacional
1. "Velha infância" Tribalistas
2. "Sem Fantasia" - Chico Buarque e Maria Bethânia
3. "Eu e a Brisa" - Márcia
4. "Eu Sou Assim" - Luiza Possi
5. "Amor em Paz" - Gal Costa
6. "Luxo Pesado" - Fernanda Abreu
7. "Preciso Aprender a Ser Só" - Maria Bethânia
8. "Todo Errado" - Caetano Veloso e Jorge Mautner
9. "Você" - Marília Gabriela e Reynaldo Gianecchini
10. "Não Sei Como Foi" - João Bosco e João Donato
11. "Onde Anda Você" - Cauby Peixoto e Ângela Maria
12. "Meditação" - Nara Leão
13. "Não Tem Solução" - Nana Caymmi
14. "Pela Luz dos Olhos Teus" - Tom Jobim e Miúcha
15. "Dum'n Bossa" - In Soul

### Internacional
1. "Don't Know Why" - Norah Jones
2. "Disease" - Matchbox Twenty
3. "I'm With You" - Avril Lavigne
4. "Nothing At All" - Santana e Musiq
5. "You Belong To Me" - Jennifer Lopez
6. "Vivir sin aire" - Maná
7. "Misunderstood" - Bon Jovi
8. "Sexed Up" - Robbie Williams
9. "Imbranato" - Tiziano Ferro
10. "The Way You Look Tonight" - Rod Stewart
11. "Noche de ronda" - Paolo
12. "Te dejo Madrid" - Shakira
13. "Hurt You So Bad" - Crazy Town
14. "Dancer" - Computernet
15. "D-Deep" - Deep House
16. "Faint" - Linkin Park

### Vol. 2
1. "The Look Of Love" - Diana Krall
2. "La vie en rose" - Tony Bennett & K.D. Lang
3. "Amor Maior" - Jota Quest
4. "Mais uma vez" - Renato Russo
5. "They can't take that away from me" - Rod Stewart
6. "Tell me all about it" - Natalie Cole
7. "Fly me to the moon" - Peter Jones
8. "Dois rios" - Skank
9. "Incondicionalmente" - Capital Inicial
10. "Serenata do luar (Moonlight serenade)" - Paula Lima
11. "Nick bar" - Dick Farney
12. "Alguém como tu" - Elisa Lucinda
13. "De bem com a vida" - Alberto Rosenblit
14. "As rosas não falam" - Léo Gandelman
15. "(Prelude) Dreams" - Heaven
16. "Jazzy+Funky+Bossa=Cool" - Insoul

### Mujeres Apasionadas (En Español)
1. "Bendita vida" - Paolo Ragone (tema de apertura en Latinoamérica)
2. "Por amor" - Jon Secada y Gloria Estefan
3. "No pensé enamorarme otra vez" - Gilberto Santa Rosa
4. "No me mires ssí" - Ednita Nazario
5. "Para alcanzarte" - Sin Bandera
6. "Con cada beso" - Huey Dumbar
7. "Todo se derrumbó dentro de mí" - Pandora y Emmanuel
8. "Te quiero dar" - Natalia Lafourcade
9. "Cuatro paredes" - MDO
10. "Ave María" - Gian Marco
11. "Maldita ignorancia" - Jimena
12. "Dabadabadá" - Melody
13. "Y llegaste tú" - Andrés de León y Sin Bandera
14. "Si tu no estás" - Lik